# Heinrich Küppers (Pfarrer)
Heinrich Küppers (* 5. Februar 1896 in Bockum; † 21. Oktober 1955 in Oberhausen) war ein deutscher katholischer Pfarrer und Gegner des NS-Regimes.

## Leben

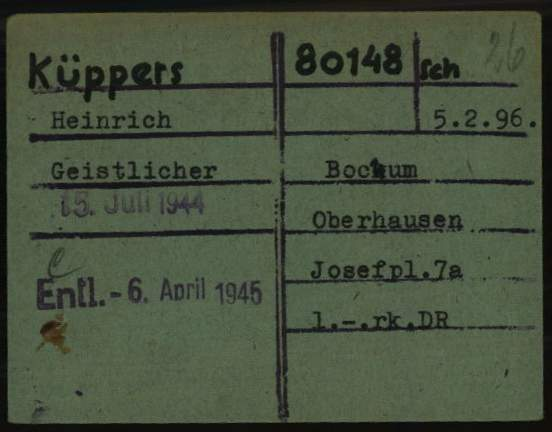
Registrierungskarte von Heinrich Küppers als Gefangener in nationalsozialistischen Konzentrationslager Dachau

Küppers war von 1929 bis 1945 als Kaplan in der katholischen Kirchengemeinde St. Joseph in Oberhausen-Styrum tätig, wo er sich insbesondere um die Jugendseelsorge bemühte. Der Kritiker des NS-Regimes wurde seit 1935 durch die Gestapo mehrfach inhaftiert und 1944 in das KZ Dachau eingewiesen. Er überlebte das Konzentrationslager und wurde nach 1945 mit der Pfarrstelle von St. Albertus Magnus in Mülheim-Styrum betraut. Als er 1955 im Alter von 59 Jahren starb, nahmen Tausende von Menschen an einem Trauerzug von Styrum nach Oberhausen teil, um ihm die letzte Ehre zu erweisen.

## Weitere Quellen
- Stadtarchiv Mülheim an der Ruhr, Bestand 1550 Nr. 190
- Stadtarchiv Mülheim an der Ruhr, Bestand 1440
- Stadtarchiv Mülheim an der Ruhr, Bestand 2001/3 Nr. 14